# Angelo Brückner
Angelo Brückner (* 29. April 2003 in München) ist ein deutscher Fußballspieler.

## Karriere

### Vereine
Brückner begann seine Karriere bei der SpVgg Unterhaching. Im Januar 2017 wechselte er in die Jugend des FC Bayern München. Bei den Bayern spielte er ab der Saison 2018/19 für die B-Junioren, nach der Winterpause 2019/20 spielte er dann für die U-19. Zur Saison 2021/22 rückte der Verteidiger in den Kader der Reserve der Münchner. Für diese kam er in seiner ersten Saison zu 33 Einsätzen in der Regionalliga Bayern. In der Saison 2022/23 absolvierte er 31 Partien in der vierthöchsten Spielklasse.
Nach weiteren sieben Einsätzen zu Beginn der Saison 2023/24 wurde Brückner im September 2023 an den österreichischen Bundesligisten TSV Hartberg verliehen. Sein Debüt in der Bundesliga gab er im selben Monat, als er am siebten Spieltag jener Saison gegen den FK Austria Wien in der 87. Minute für Donis Avdijaj eingewechselt wurde. Bis zum Ende der Leihe kam er zu elf Bundesligaeinsätzen.

### Nationalmannschaft
Brückner kam im Oktober und November 2019 jeweils in zwei Länderspielen für die U17-Nationalmannschaft zum Einsatz. Am 26. März 2022 bestritt er sein einziges Länderspiel für die U19-Nationalmannschaft, die sich im zweiten EM-Qualifikationsspiel der Eliterunde mit 2:2 unentschieden von der U19-Nationalmannschaft Belgiens trennte.